# Gola profonda (film 1974)
Gola profonda (Deep Throat Part II) è un film del 1974 diretto dal regista Joseph W. Sarno. È il sequel "non" hard di La vera gola profonda di Gerard Damiano, distribuito in Italia prima dell'originale.
Esiste una versione dvd (Terminal Video) del film intitolata Gola profonda 2.

## Trama
Quando si scopre che uno dei pazienti della sessuologa Linda Lovelace nasconde i piani di un computer governativo top secret, sia il KGB che la CIA tentano di coinvolgere la protagonista per rubare i dati.